# Cleistanthus bipindensis
Cleistanthus bipindensis är en emblikaväxtart som beskrevs av Ferdinand Albin Pax. Cleistanthus bipindensis ingår i släktet Cleistanthus och familjen emblikaväxter. Inga underarter finns listade i Catalogue of Life.